# Ияма, Юта
Юта Ияма (яп. 井山 裕太, родился 24 мая 1989 года) — известный японский го-профессионал 9 дана, обладатель бронзовой медали XVI Азиатских игр в Гуанчжоу в мужских командных соревнованиях. В 2016 году стал первым в истории игроком, одновременно удерживающим все семь высших титулов японского го.

## Биография
Юта Ияма стал первым го-профессионалом Японии периода Хэйсэй. Он начал играть в го с пяти лет и через год достиг уровня 3 любительского дана. После этого он стал учеником японского профессионала Кунио Исии. В 1997 и 1998 годах он выиграл в чемпионате по го среди школьников. В 2002 году Ияма получил профессиональный ранг в го и стал четвёртым на тот момент в списке самых молодых профессионалов после Тё Тикуна (стал профессионалом в возрасте 11 лет и 10 мес.), Утаро Хасимото и Сатоси Юки. В июне 2003 после удачного выступления в рамках турнира Оотэаи Ияма получил ранг 3 профессионального дана.
В 2005 году Ияма завоевал Кубок Agon, став самым молодым победителем в розыгрыше крупного японского титула за всю историю японского го. После победы на турнире Ияма получил 7 дан и стал также самым молодым обладателем такого ранга в Японии. После этого турнира Ияма отправился на матч между обладателями кубка Agon Японии и Китая, где проиграл китайскому профессионалу Гу Ли. В 2005 году Юта Ияма имел наибольший процент побед в официальных турнирах среди японских игроков (75.47 %). В 2007 году Ияма победил в турнире Синдзин-О.
В июле 2008 года Ияма стал самым молодым претендентом на титул мэйдзин (19 лет), однако в борьбе за титул он уступил Тё У. В том же году он вошёл в состав японской команды во Всемирных интеллектуальных играх.
В июле 2009 года Ияма выиграл право бороться в финале титула Мэйдзин, не проиграв ни одного матча во время предварительного этапа. В финале Ияма победил Тё У, став самым молодым мэйдзином. В этом же году он завоевал титул рюсэй. В 2009 году Юта Ияма одержал наибольшее количество побед в официальных турнирах среди японских игроков (43 победы и 14 поражений); он стал обладателем премии Сюсая 2009 (Shusai Prize).
В 2010 году Юта Ияма вошёл в состав японской команды для участия на XVI Азиатских играх в Гуанчжоу, где стал обладателем бронзовой медали в мужской командной дисциплине. В том же году он защищает свой титул мэйдзин (соперником в финале был Синдзи Такао).
В 2011 году Юта Ияма стал финалистом в розыгрыше титула кисэй, уступив его Тё У и победителем в розыгрыше титула Дзюдан. В 2012 году завоевал титул хонъимбо.

## Титулы
| Япония                    | Япония                          | Япония               |
| Титул                     | Победитель                      | Финалист             |
| ------------------------- | ------------------------------- | -------------------- |
| Хонъимбо                  | 6 (2012–2017)                   |                      |
| Кисэй                     | 5 (2013–2017)                   | 1 (2011)             |
| Мэйдзин                   | 6 (2009, 2010, 2013–2015, 2017) | 3 (2008, 2011, 2016) |
| Тэнгэн                    | 6 (2011–2013, 2015–2017)        | 1 (2014)             |
| Дзюдан                    | 4 (2011, 2012, 2016, 2017)      | 1 (2013)             |
| Госэй                     | 6 (2012–2017)                   |                      |
| Одза                      | 5 (2012, 2013, 2015–2017)       | 1 (2014)             |
| Кубок Agon                | 4 (2005, 2011, 2014, 2015)      |                      |
| Рюсэй                     | 3 (2009, 2011, 2012)            |                      |
| Кубок NHK                 | 1 (2017)                        | 2 (2010, 2013)       |
| Синдзин-О                 | 1 (2007)                        | 1 (2005)             |
| Кубок Daiwa               | 2 (2010, 2012)                  | 2 (2007, 2009)       |
| Daiwa Cup Grand Champion  | 2 (2008, 2009)                  |                      |
| Турнир Чемпионов          | 2 (2014, 2015)                  |                      |
| Итого                     | 53                              | 12                   |
| Континентальные           |                                 |                      |
| Кубок Bosai               | 1 (2011)                        |                      |
| Asian TV Cup              | 1 (2013)                        |                      |
| Кубок Agon (Китай—Япония) | 1 (2015)                        | 2 (2005, 2014)       |
| World Mingren             |                                 | 1 (2015)             |
| Итого                     | 3                               | 3                    |
| Всего                     |                                 |                      |
| Итого                     | 56                              | 15                   |